# Острови Близнаците
Острови Близнаците е защитена местност в България. Намира се на територията на дунавските острови Голям и Малък близнак, в землището на село Цар Симеоново, община Видин.
Защитената местност е обявена на 28 декември 2007 г. и има площ от 11,24 хектара. Има за цел опазването на местообитания на застрашени, редки и уязвими животински (лопатарка, нощна чапла, малка бяла чапла, сива чапла, малък корморан и голям корморан) и растителни видове (блатно кокиче, лъскаволистна млечка, кръглолистна вълча ябълка).